# 切格姆區

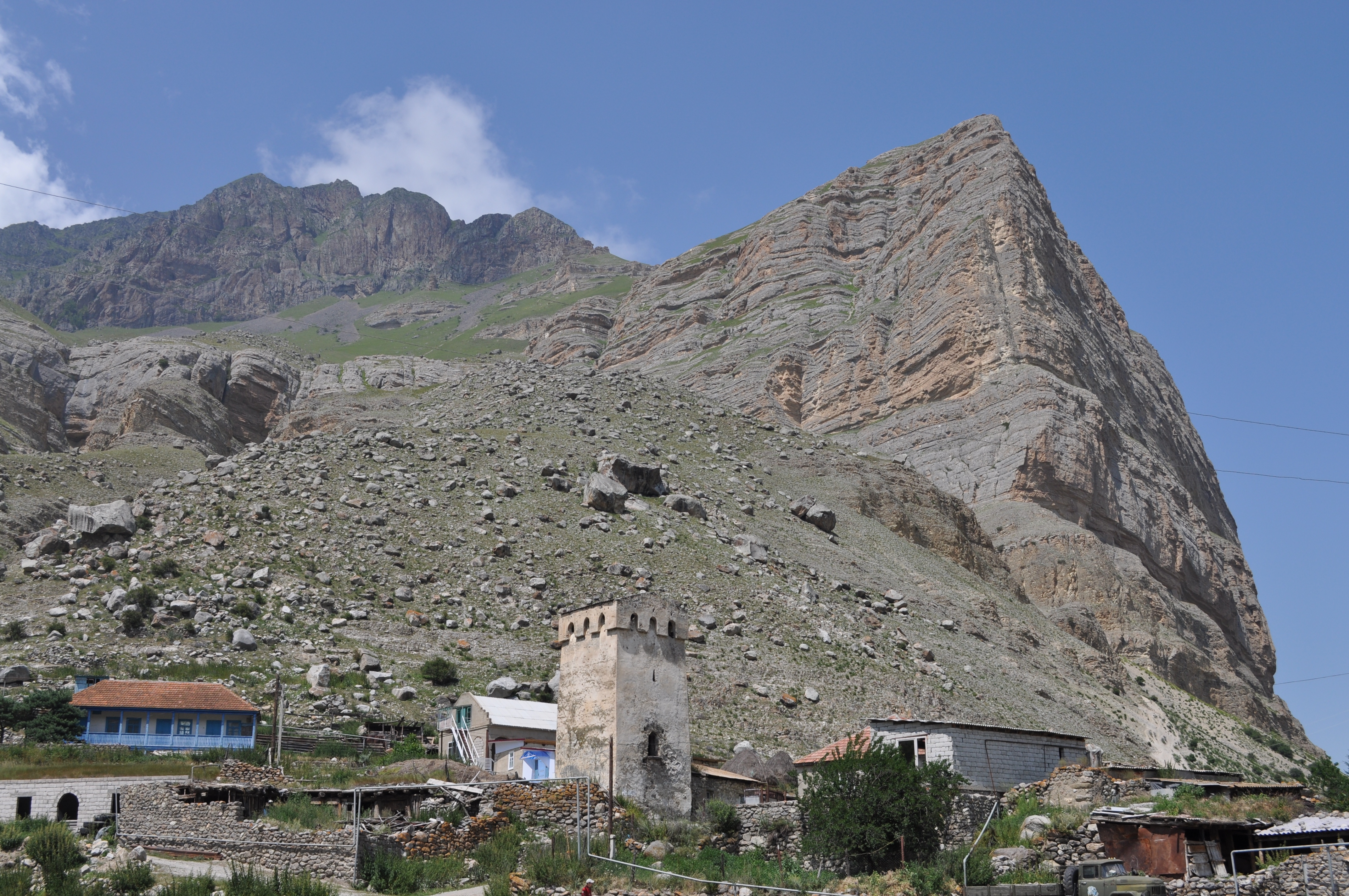

43°34′N 43°35′E / 43.567°N 43.583°E
切格姆區（俄语：Чегемский район），是俄羅斯的一個區，位於該國西南部，由卡巴爾達-巴爾卡爾共和國負責管轄，面積1,503平方公里，2010年人口69,092，人口密度每平方公里45.96人。